# Puchar Ameryki Południowej w narciarstwie alpejskim 2017
Sezon 2017 Pucharu Ameryki Południowej w narciarstwie alpejskim rozpoczął się 8 sierpnia w argentyńskim Cerro Catedral. Ostatnie zawody z tego cyklu zostały rozegrane 21 września 2017 roku w chilijskim kurorcie El Colorado. Rozegranych zostało 15 konkursów dla kobiet i 15 konkursów dla mężczyzn.

## Puchar Ameryki Południowej w narciarstwie alpejskim kobiet
Wśród kobiet Pucharu Ameryki Południowej broniła Czeszka Ester Ledecká. Tym razem najlepsza była Chilijka Noelle Barahona
W poszczególnych klasyfikacjach tryumfowały:
- zjazd:  Carmina Pallàs
- slalom:  Núria Pau
- gigant:  Nicol Gastaldi
- supergigant:  Aleksandra Prokopjewa
- superkombinacja:  Aleksandra Prokopjewa

## Puchar Ameryki Południowej w narciarstwie alpejskim mężczyzn
Wśród mężczyzn Pucharu Ameryki Południowej bronił Niemiec Josef Ferstl. Tym razem najlepszy okazał się Serb Marko Vukićević.
W poszczególnych klasyfikacjach tryumfowali:
- zjazd:  Marko Vukićević
- slalom:  Tomas Birkner
- gigant:  Sebastiano Gastaldi
- supergigant:  Jack Gower
- superkombinacja:  Rasmus Windingstad